# Benji Davies
Benji Davies (Peterborough, 1980) is een Brits illustrator en kinderboekenschrijver. Hij studeerde animatie aan het Hull College. Daarna verhuisde hij naar Londen waar hij als animator en regisseur aan de slag ging. Hij is bekend als illustrator van vele kinderboeken waaronder de reeks Bizzy Bear, in het Nederlands uitgegeven als Bezige Beertje of Beertje Bo. Zijn eerste eigen auteursboek - De Kleine Walvis - werd gelauwerd als Prentenboek van het jaar 2017. In 2021/2022 werd er een theatervoorstelling opgevoerd gebaseerd op de De Kleine Walvis, geschreven en geregisseerd door Matt Ashton. Voor zowel De Kleine Walvis als Donderkopje kreeg hij de Britse Oscar's First Book Prize.
Hij is getrouwd en heeft een dochter.

## Eigen werk
- 2013 - nu - Bizzy Beer reeks - vertaald als Bezige Beertje (Uitgeverij Gottmer) of Beertje Bo (Uitgeverij Clavis).
- 2015 - The Storm Whale - vertaald: De kleine walvis, ook in het Fries als: De lytse walfisk) (Prentenboek van het Jaar 2017 / Oscar’s First Book Prize 2014 / Junior Design Awards (Best Pre-Schooler Book) voor de 10th anniversary edition 2023)
- 2016 - Grandad’s Island - vertaald: Het eiland van opa (AOI World Illustration Awards / Best Picture Book and overall Children’s Book of the Year op het Sainsbury’s Children’s Book Awards 2015.)
- 2016 - The Storm Whale in Winter - vertaald: De kleine walvis in de winter
- 2018 - Grandma bird - vertaald: Oma vogeltje
- 2018 - The Grotlyn - vertaald: De Grotteling
- 2019 - Tad - vertaald: Donderkopje (Oscar’s First Book Prize 2020)
- 2020 - The Snowflake - vertaald: Het sneeuwvlokje
- 2023 - The Great Storm Whale - vertaald: De grote kleine walvis

## Als illustrator
- 2012 - Winston was worried (geschreven door Pamela Duncan Edwards)
- 2012 - Jump On Board The Animal Train (geschreven door Naomi Kefferd & Lynne Moore) - vertaald als: Samen op weg naar de dierentrein
- 2013 - Space Pirates: Stowaway!  (geschreven door Jim Ladd)
- 2013 - Space Pirates: Stranded!  (geschreven door Jim Ladd)
- 2014 - Space Pirates: Mutiny!  (geschreven door Jim Ladd)
- 2014 - Space Pirates: Treasure! (geschreven door Jim Ladd)
- 2015 - The Giant of Jum (geschreven door Elli Woollard)
- 2015 - Goodnight Already!  (geschreven door Jory John) - vertaald als: Welterusten nu!
- 2016 - The Dragon and the Nibblesome Knight (geschreven door Elli Woollard)
- 2016 - I love you Already! (geschreven door Jory John)
- 2017 - On sudden hill (geschreven door Linda Sarah) - vertaald als: Het kartonnen kasteel
- 2018 - Boy underwater (geschreven door Adam Baron) vertaald als: De jongen onder water
- 2018 - Come Home Already!  (geschreven door Jory John)
- 2019 - All Right Allready!  (geschreven door Jory John) - vertaald als: Goed dan!
- 2019 - You won't believe this (geschreven door Adam Baron) - vertaald als: Dit ga je niet geloven
- 2021 - Also an octopus (geschreven door Maggie Tokuda-Hall)
- 2021 - The Puffin Keeper (geschreven door Michael Morpurgo) - vertaald als: De jongen en de papegaaiduiker
- 2022 - When the Dragons Came (geschreven door Lynne Moore & Naomi Kefford)
- 2023 - Oscar’s Lion (geschreven door Adam Baron)